# Szívem csücskei (televíziós sorozat)
A Szívem csücskei (eredeti cím: Still Standing) 2002-ben bemutatott amerikai televíziós szitkomsorozat. A műsor alkotói Diane Burroughs és Joey Gutierrez, a történet pedig a Miller család mindennapjaiba enged betekintést. A főszereplők közt megtalálható Mark Addy, Jami Gertz, Jennifer Irwin, Taylor Ball és Renee Olstead.
A sorozatot az Amerikai Egyesült Államokban a CBS adta 2002. szeptember 30. és 2006. március 8. között, Magyarországon a Comedy Central mutatta be 2016. február 22-én.

## Cselekmény
A sorozat egy chicagói munkásosztálybeli család, Millerék életébe enged betekintést. Bill és Judy már gimnazista koruk óta együtt vannak és próbálják ápolni a kapcsolatukat, valamint nevelni három gyereküket, akik azonban nem könnyítik meg a dolgukat. A fiúk, stréber Brian igyekszik csajozni próbálni, az idősebb lányuk, a suliban népszerű Lauren kínosnak tartja a szüleit és ott van a legkisebb lányuk, a fékezhetetlen Tina is.

## Szereplők
| Szerep                    | Színész        | Magyar hang        |
| ------------------------- | -------------- | ------------------ |
| William „Bill” Miller     | Mark Addy      | Csuja Imre         |
| Judith „Judy” Miller      | Jami Gertz     | Kisfalvi Krisztina |
| Linda Michaels            | Jennifer Irwin | Hámori Eszter      |
| Brian Hops Miller         | Taylor Ball    | Bogdán Gergő       |
| Lauren Barley Miller      | Renee Olstead  | Hermann Lilla      |
| Tina Kathleen Miller      | Soleil Borda   | Gyarmati Laura     |
| Daniel „Fitz” Fitzsimmons | Joel Murray    | Tokaji Csaba       |

## Epizódok
| Évad | Évad | Részek száma | Részek száma | Eredeti sugárzás     | Eredeti sugárzás | Eredeti adó | Magyar sugárzás     | Magyar sugárzás      | Magyar adó     |
| Évad | Évad | Részek száma | Részek száma | Évadbemutató         | Évadzáró         | Eredeti adó | Évadbemutató        | Évadzáró             | Magyar adó     |
| ---- | ---- | ------------ | ------------ | -------------------- | ---------------- | ----------- | ------------------- | -------------------- | -------------- |
|      | 1.   | 22           | 22           | 2002. szeptember 30. | 2003. május 12.  | CBS         | 2016. február 22.   | 2017. július 28.     | Comedy Central |
|      | 2.   | 23           | 23           | 2003. szeptember 22. | 2004. május 24.  | CBS         | 2017. július 31.    | 2017. augusztus 15.  | Comedy Central |
|      | 3.   | 23           | 23           | 2004. szeptember 20. | 2005. május 23.  | CBS         | 2017. augusztus 15. | 2017. augusztus 30.  | Comedy Central |
|      | 4.   | 20           | 20           | 2005. szeptember 21. | 2006. március 8. | CBS         | 2017. augusztus 31. | 2017. szeptember 13. | Comedy Central |